# Antiquum ministerium

Wappen des Papstes Franziskus

Antiquum ministerium (deutsch „Der Dienst des Katecheten in der Kirche ist sehr alt“) ist, nach seinem Incipit, der Titel eines Apostolischen Schreibens in Form eines Motu proprio von Papst Franziskus, das dieser am 10. Mai 2021 unterzeichnete. Es befasst sich mit dem Wirken der Katecheten in der römisch-katholischen Kirche. Der Papst errichtete mit diesem Dokument den laikalen Dienst des Katecheten als „dauerhaften Dienst an der Ortskirche entsprechend der vom Ortsordinarius erkannten pastoralen Erfordernisse“.

## Inhalt
In den ersten acht Kapiteln des Dokuments erinnert der Papst an den seit frühester Zeit in der Kirche feststellbaren katechetischen Dienst. Dieser Dienst wird mit dem neutestamentlichen Charisma des Lehrers identifiziert (vgl. 1 Kor 12,28–31 ) und in die Gemeinschaft der Kirche eingeordnet. Neben den Trägern des geistlichen Amtes wird an die „unzählbare Menge von Laien“ erinnert, „die durch die katechetische Unterweisung unmittelbar an der Verbreitung des Evangeliums mitgewirkt haben“. Anknüpfend an die Lehre des Zweiten Vatikanischen Konzils, das „die direkte Einbeziehung von gläubigen Laien in den verschiedenen Formen, in denen ihr Charisma zum Ausdruck kommen kann“ gefördert habe, sei es notwendig, „auf das beständige Interesse der Päpste, der Bischofssynode, der Bischofskonferenzen und der einzelnen Hirten Bezug zu nehmen, die im Laufe der vergangenen Jahrzehnte eine bemerkenswerte Erneuerung der Katechese bewirkt haben“.
Das Dokument erinnert an die mit den Apostolischen Schreiben Papst Paul VI. erfolgte Neuordnung der Dienste der Lektoren und Akolythen, mit der auch eine Öffnung für weitere Dienste verbunden war und die den Dienst der Katecheten ausdrücklich benannte.
Den Bischöfen bleibt die Identifikation der Notwendigkeit für die Beauftragung von Katecheten vorbehalten. „Es ist gut, wenn Männer und Frauen mit einem tiefen Glauben und menschlicher Reife zu diesem Katechetendienst berufen werden.“ Diese sollen aktiv am Gemeindeleben teilnehmen, katechetische Vorerfahrung besitzen und eine angemessene biblische, theologische, pastorale und pädagogische Ausbildung erhalten. Von den mit einem eigenen Beauftragungsritus, der in naher Zukunft von der Kongregation für den Gottesdienst und die Sakramentenordnung veröffentlicht werden soll, in den Dienst genommenen Laien wird erwartet, dass sie diesen als Mitarbeiter der Priester und Diakone ausüben, wo er notwendig ist. Dabei wird Wert darauf gelegt, dass der Dienst in „vollständig laiengemäßer (säkularer) Form“ ohne klerikalisierte Ausdrucksformen ausgeübt wird.

## Errichtung des Dienstes des Katecheten
Papst Franziskus erklärt am Ende des 8. Kapitels unter Berufung auf seine „apostolische Vollmacht“, den laikalen Dienst des Katecheten zu errichten. Die Bischofskonferenzen werden eingeladen, den Dienst in die Praxis umzusetzen und Normen für die Zulassung und die Ausbildung festzulegen.

## Veröffentlichung
Das Apostolische Schreiben wurde von Papst Franziskus am 10. Mai 2021 unterzeichnet und am folgenden Tag in einer Pressekonferenz vom Präsidenten des Päpstlichen Rates zur Förderung der Neuevangelisierung, Erzbischof Rino Fisichella, sowie dem für die Katechese zuständigen Delegaten, Bischof Franz-Peter Tebartz-van Elst, vorgestellt.